# Supercoppa belga 2014 (pallavolo maschile)
La Supercoppa belga 2014 si è svolta il 4 ottobre 2014: al torneo hanno partecipato due squadre di club belghe e la vittoria finale è andata per la settima volta al Volleyteam Roeselare.

## Regolamento
Le squadre hanno disputato una gara unica.

## Squadre partecipanti
| Squadra             | Qualificazione                      | Ultima partecipazione |
| ------------------- | ----------------------------------- | --------------------- |
| Topvolley Antwerpen | Vincitrice Coppa del Belgio 2013-14 | ?                     |
| Roeselare           | Vincitrice Liga A 2013-14           | Supercoppa belga 2013 |

## Torneo
| 4 ottobre 2014 ?, Gand Durata: ? - Spettatori: ? | Roeselare | 3 - 1 | Topvolley Antwerpen | 25-18, 25-19, 22-25, 25-12 |